# Bureau de la sécurité nautique
Le Bureau de la Sécurité Nautique est une division de Transports Canada.

## Description
Le Bureau de la Sécurité Nautique du Canada participes, conjointement à d'autres organisations à de multiples missions, dont les principales sont :
- Sécurité maritime des activités commerciales et de plaisance ;
- Service de communications météo et de trafic ;
- Formation et certification des personnes et des bateaux ;
- Permis nautique et immatriculation des bateaux ;
- Fournir les exigences et les règles de conformité en termes de conception, de construction et d'entretien des bateaux ;
- Fournir les exigences portuaires ;
- Exigences liés à la navigation dans l'Arctique ;
- Surveillance environnementale du milieu marin ;
- Réaliser les enquêtes d'accident maritime ;
- Participation à l'organisation du secours en mer ;
- Participation à la sûreté maritime.